# 中国堕胎
在中国，怀孕期间堕胎是合法的，并且在全中国都可以进行堕胎。大多数孕妇通过中国的公立医院、私立医院和全国各地的诊所进行堕胎。中国是最早允许人们合法化堕胎，并使堕胎变得便利的发展中国家之一。1949年中華人民共和國成立后，中国的堕胎政策经历了周期性的变化，从更严格转变为更自由的立场。堕胎具体规定可能因省的规定而有所不同。为了抑制性别选择性堕胎，江西省和贵州省规定怀孕14周后進行非必要的堕胎为非法行为，然而在中国大多数地区，14周后选择性堕胎仍然合法。尽管全国范围内已将性别选择性堕胎定为非法，但由于过去很多人都這樣做，所以中国男女比例失调的問題仍然存在。
曾經中国曾通过一孩政策以及生育控制和人工流产来控制人口。2015年，一孩政策被废止，改为实施两孩政策，而2021年又转向三孩政策。为了提高出生率，中华人民共和国国家卫生健康委员会于2022年宣布一系列鼓勵生育的措施，其中就包括减少非需要的堕胎。

## 历史
中国的传统价值观中，一個人的生命从出生時期算起。在毛泽东时代，政府主要關注人口数量与经济发展之间的关系，以及各界对计划生育政策的不同看法。
中国是最早将堕胎合法化，并让堕胎不再繁瑣的发展中国家之一。
縱觀整個20世紀，不同時間段，中国的堕胎和节育政策並不相同。

### 晚清
在清朝末年，堕胎被称为“打胎”（字面意思是打掉腹中胎儿）或“落胎”或“坠胎”。这种做法已经被禁止。

### 中华民国大陆时期
在中華民國大陸時期，中国效仿清末改革者和西方政府，全面禁止堕胎。一直到1935年，国民政府才允许只有生命危险的孕妇堕胎。在中国抗日战争和中国内战时期，由于特殊的历史背景，国民政府倡导生育主义，限制了节育和堕胎。如果发现药房或制药公司有宣传药物的堕胎嫌疑，可能会受到吊销执照的处罚。1929年，北京和上海地方政府禁止宣传和传播具有堕胎、避孕或壮阳功能的药物。1935年，天津也采取了同样的限制措施。在国民党看来，他们并不看好避孕，因为他们认为避孕是鼓励堕胎和婚外性行为的一种行为方式。
在中华民国大陆时期，最终反堕胎措施的执行是零星的，而且因地而异。尽管堕胎药和催情药是非法的，但在大城市却很容易买到。在这个时期，堕胎仍然是控制生育的主要方法。在城市地区，警察可以在标准法庭程序之外解决堕胎案件。

### 中华人民共和国
1949年中华人民共和国宣告成立后，中国堕胎政策在不同时期有过收紧和放宽的变化，但总体趋势保持在一个动态的状态。
一开始，堕胎政策在初期阶段保持了与中华民国大陆时期相似的立场。中华人民共和国成立之初，政府认为需要更多的工人来克服中国半殖民地时期的负担和中华民国大陆时期的战乱。由于生育控制与是马尔萨斯相关联，早期的中国将这种努力视为资产阶级和资本主义。但是在几年后，中国就开始放松对堕胎、节育和绝育手术的限制。1950年初，中国政府允许在以下情况堕胎：1）孕妇患有先天性疾病，如肺结核或恶性贫血，怀孕会对母体造成威胁。2）传统中医观念中，会被认为无法安胎，预计会自然流产。3）孕妇已经接受过两次或两次以上的剖腹产手术。法律规定了对接受或实施非法堕胎者的惩罚措施。
早期的中国堕胎政策改革者推广使用“人工流产”一词来指代堕胎手术。这一词语目的在于与堕胎（意为丢弃胎儿）一词决裂，后者在中华民国大陆时期一直是最常用的堕胎术语。在这些改革者看来，“堕胎”一词通常与资本主义时期道德谴责和非法堕胎联系在一起，而“人工流产”则更多地传达了一种科学进步和现代感。
1953年，中华人民共和国卫生部在李德全领导下制定了《避孕和人工流产条例》，在一定的条件下合法化了人工流产服务。农村地区在计划生育方面有许多限制，所以城市地区比农村地区有更多的机会获得堕胎服务。在1950年，由于担心中国人口增长难以为继，堕胎法进一步放宽。1954年到1956年间，1953年堕胎法扩大范围，将堕胎条件包括其他原有疾病和残疾，如高血压和癫痫，并允许从事某些职业的妇女符合堕胎条件。已经有四个孩子的孕妇在生完最后一个孩子四个月后怀孕的，也符合堕胎条件。堕胎法的自由化在不同的地方以不同的速度推进。
1950年，共产党高级女干部在倡导扩大堕胎和绝育手术方面发挥着重要作用。她们认为妇女如果生育过多子女，就无法“撑起半边天”，也无法推进革命工作。在百花齐放，百家争鸣期间，著名知识分子也批评了中国的生育政策。1957年，卫生部进一步放宽了堕胎法。国务院批准大城市的职工和单位工作人员，在如果生育会损害健康下可以进行人工流产或绝育手术，但在不同的地方执行情况不一。同年晚些时候，国务院还将健康工人的堕胎和绝育合法化，但医疗费用必须自付。同样在 1957年，上海（以及后来的其他城市）对堕胎和绝育的医疗费用进行了补贴。
即使这样，堕胎在许多情况下仍被受到限制。1958年，许多计划生育措施被取消。1960年，中国某些地区（如上海）恢复了生育权利。然而，随着1966年文化大革命的爆发，所有计划生育措施都被终止。
这些限制措施被政府视为强调人口增长重要性的一种方式。学者聂京宝解释说，这些法律在1950年末到1960年出才被放宽，旨在减少因非法堕胎导致的妇女死亡人数和终身伤害，同时在与节育措施结合使用时起到控制人口的作用。
1970年初，青年赤脚医生大量涌现，他们是下乡知识青年，为中国农村提供了更多的堕胎机会。赤脚医生除了为没有医疗基础设施的地方提供医疗服务（包括人工流产）外，还在为传播节育信息方面发挥着重要作用。
1970年代，堕胎被官方称为实现中国控制人口目标的 "补救措施"。1971年，堕胎和绝育手术全部免费提供，患者还可享受带薪休假。由学者萨拉·梅洛斯·罗德里格斯（Sarah Mellors Rodriguez）进行的实地调查表明，这一举措的推广可能并没有得到充分的普及，导致一些人对其并不了解。
由于中国（和印度）的堕胎合法化，大多数亚洲人都能合法获得堕胎服务。
2021年，中国共产党支持的官方组织中国计划生育协会和国务院发布了新的国家指导方针，旨在减少非医疗原因的人工流产。国务院指出，各省政府应致力于减少出于 "非医疗目的 "的堕胎数量，转而推广其他避孕和节育方法，并增加社会项目的支出，以改善孕前保健服务和生育后计划生育服务的可及性。但是也出现了对节育方法的限制，如限制输精管结扎术和避孕药具的使用。许多专家认为，政策这一变化原因是由于中国出生率下降导致的。
2022年8月，国家卫生委员会宣布将采取措施 "减少非医学需要的堕胎"，以努力提高该国的出生率。已宣布的支持措施包括改善保险和税收、改善教育和住房，以及鼓励地方政府加强婴儿护理服务和家庭友好型工作场所。

## 统计

中国孕妇堕胎率变化趋势

1960年初，中国的人工流产率相对较低，但在1958年和1962年分别上升到5.3%和8.4%。研究认为这一增长与同时开展的计划生育运动有关。
到1975年，中国的堕胎率达到22.3%，几乎是四年前的两倍。这一增长的原因之一是赤脚医生下乡到中国农村，为更多的人提供了人工流产机会。从1970年到1980年初，堕胎率继续稳步上升。到1988年，中国近17%的孕妇接受过人工流产。
城市和农村地区的堕胎率通常各不相同：根据学者 Thomas Scharping 的分析，在1980年，城市地区的堕胎率普遍高于农村地区，但在1990年，农村地区的堕胎率超过了城市地区，因为以前堕胎率较低的农村地区的堕胎率有所上升。
中国是目前世界上人工流产率最高的国家之一。2015年，中国每年进行的人工流产约为1300万例。中国国家卫生健康委员会报告称，截至2018年，中国每年进行的人工流产超过 900 万例。2020年，中国的人工流产数量略低于900万例。
促进堕胎权利的研究机构古特马赫研究所发布了一份研究报告，报告中称，预计中国2015-2019年的堕胎率为每1000名孕妇就有49例堕胎，是东亚和东南亚堕胎率最高的国家之一。
根据中国当地的研究表明，大多数选择堕胎的中国妇女从未生育过孩子。

## 针对胎儿性别进行选择性人工流产
在中国，产前性别鉴定和非医学原因的性别选择性人工流产是非法的。1986 年，国家计划生育委员会和卫生部联合发布规定，禁止进行产前性别鉴定，除非是在诊断遗传性疾病的情况下才可以进行。违反禁令的个人或诊所将被处以罚款。这一禁令在二十世纪80年代、90年代和 21 世纪初多次得到确认。
在中国的农村地区，针对胎儿性别进行选择性人工流产的现象仍然普遍存在，尤其是在20世纪80年代超声波性别鉴定广泛普及之后。1980年代，随着农村土地非集体化，家庭生产力对农村家庭的收入变得更加重要。因此，在农村土地私有化后，家庭更倾向生儿子，以最大限度增加收入。
针对胎儿性别进行的选择性人工流产仍然是造成中国男女比率失调的关键因素之一。这种失调不能仅仅用少报女婴出生率或女婴死亡率过高来解释。2001年，每100个女孩对应117个男孩。中国家庭重男轻女现象的持续存在可以解释这些趋势。
2004年，贵州颁布禁令，禁止怀孕14周后非医学需要的堕胎，以抑制针对胎儿性别进行的选择性人工流产。
2005年，政府开始实施一项由十项政策组成的行动计划，旨在2010年之前使新生儿的性别比正常化。根据该计划，对胎儿性别进行的选择性人工流产和产前性别诊断均被视为非法，违反这两项规定的行为将受到更严厉的惩罚。其他政策包括控制超声波B超机的销售，改进医疗和计划生育机构使用的出生、流产和怀孕报告系统。
在江西省，规定了怀孕超过14周的孕妇在进行任何手术前必须获得三名医生的批准，以确定在医学上必须需要堕胎。江西省官员称该政策旨在防止针对胎儿性别进行选择性人工流产。

## 堕胎方法
在毛泽东时代，中国的人工流产和节育方法在实践中千差万别，妇女和夫妇将基于西医、传统中医和民间传统的各种技术结合在一起。
在20世纪的大部分时间里，故意过量服用疟疾药物奎宁是中国（以及其他国家）孕妇终止妊娠的常用方法。
学者Sarah Mellors Rodriguez于2019年进行的药剂师访谈表明，非处方药和 "紧急避孕药 "的使用在很大程度上取代了草药堕胎药的使用。
在现代中国，广泛推行药物流产作为早期计划生育手段，使堕胎成为一项显著的生育控制工具。由于药流的高效率（国产米非司酮的有效率为90-97%，国产RU-485的有效率为95%），而且相较于手术流产更为温和，中国医生普遍倡导采用药物流产方法。自从2001年起，中国已禁止在药店销售米非司酮（RU-486）片剂，但是在有资质的医院并在医生的指导下，还是可以合法购买和使用该药物。